# Abu Salabikh
Abu Salabikh (Abu Ṣalābīḫ) es un yacimiento arqueológico ubicado en Mesopotamia, 20 km al noroeste del sitio de la antigua Nippur en la gobernación de Al-Qādisiyyah, Irak. Corresponde a una pequeña ciudad durante el periodo dinástico arcaico que floreció a mediados del tercer milenio a. C. Se hallaba en el área de influencia de Kish. En esta ciudad se hallaron tablillas donde el 40% de los nombres escritos son semitas, "acadios antes de la hegemonía de Acad". Su nombre no nos es conocido con precisión, puede ser la ciudad de Eresh, así como también Kesh. Estuvo habitada hasta que el río Éufrates cambio de cauce durante el periodo acadio.

## Excavación
Fue excavado en 1963 y 1965 para un total de 8 semanas por el Instituto Oriental de Chicago, que encontró alrededor de 500 tabletas y fragmentos, que contienen algunas de los primeros ejemplos de literatura antigua.
Después de 1975 siguieron las excavaciones para la Escuela Británica de Arqueología en Irak (1975–89), después de lo cual se suspendieron las excavaciones con la invasión iraquí de Kuwait en 1990; "Los planes para reanudar el trabajo de campo ahora se han abandonado a la luz de las condiciones políticas actuales", informa Postgate.

## Urbanismo y arquitectura
En el yacimiento hay 4 montículos tipo tell, el más antiguo está ubicado en el suroeste, poblado durante el período Uruk. El montículo principal se extiende sobre 12 hectáreas y fue habitado durante el período de la período dinástico arcaico, esta rodeado por un muro defensivo de casi 1400 metros de largo, que cubre un área de 10 hectáreas. La ciudad construida al inicio del periodo dinástico arcaico parece tener un plano geométrico. Es probable que el Éufrates limitara con montículo principal hasta que cambio de curso siendo deshabitado durante el periodo acadio (siglo XXIV a. C.).
La ciudad posee casas grandes, pegadas entre sí, entre las cuales se trazan pequeñas calles, hay calles que comienzan desde las puertas de la ciudad que pudieron servir como las principales arterias de la ciudad. Las excavaciones se concentraron en un área de 4 hectáreas (unas veinte casas). Los edificios excavados son en su mayoría casas, no se ha identificado ningún otro tipo de establecimiento con certeza: un templo se ubicaría al sur del montículo (donde se encontró la mayoría de los archivos), y es probable que haya un edificio administrativo al norte. Las residencias, que ocupan la mayor parte del espacio del montículo principal (quizás hasta el 90% del montículo), miden en promedio 343 m2 y se organizan en torno a un espacio central.
Las tumbas se ubicaban debajo de las casas. Algunas son individuales; otras, colectivas. Son simples pozos, con materiales que sugieren una situación de considerable diversidad social, aunque la mayoría son personas enterradas con objetos de valor. En el extremo norte de la ciudad había un área con muchos hornos de cerámica. En esos lugares se hallaron muchos sellos lo que parecen indicar que los artesanos estaban trabajando para una institución. Se han descubierto otros hornos del mismo tipo fuera de los muros.

## Tablillas
En el yacimiento se encontró un pequeño pero importante repertorio de textos cuneiformes de más de 500 tabletas.
Los archivos encontrados en Abu Salabikh son principalmente textos escolares, pero también los hay literarios, con listas léxicas, textos administrativos. Hay himnos, proverbios y la copia más antigua de las Instrucciones de Shuruppak, un texto sapiencial sumerio. Las tablillas de temas mitológicos son muy fragmentarios como para ser bien entendidos. Entre estas tablillas hay una lista de deidades incluye la mención más antigua conocida del dios semita Baʿal. También se encontró la primera referencia al dios Dumuzi que aparece bajo el nombre de "Ama-ushumgal-anna", amigo de Enlil.. 
Estas tabletas son más o menos contemporáneas con las que se encuentran en Fara (Shuruppak), durante el periodo dinástico arcaico IIIa (2600-2500 a. C.). Pero mientras que los de este último sitio están escritos en un contexto sumerio, los textos de Abu Salabikh nos sugieren que era habitada por semitas, "acadios antes de Acad". En los nombres de las personas, el 40% son acadios. Pero los textos están escritos en sumerio, por lo que podemos decir que estaba bajo la esfera de influencia del Reino de Kish, el poder político más importante de la parte norte de la Baja Mesopotamia en ese momento, tal vez incluso sea parte de ese estado. Los textos de Abu Salabikh también tienen similitudes con los de Ebla, que muestran la cercanía entre las poblaciones semíticas de las dinastías arcaicas del Cercano Oriente.
Las tablillas originales fueron fotografiadas y se publicaron. Se almacenaron en el Museo de Irak, Bagdad, y se perdieron en gran medida cuando el museo fue saqueado en las primeras etapas de la Segunda Guerra de Irak.